# Phygadeuon vernalis
Phygadeuon vernalis är en stekelart som först beskrevs av Charles Thomas Brues 1910.  Phygadeuon vernalis ingår i släktet Phygadeuon och familjen brokparasitsteklar. Inga underarter finns listade i Catalogue of Life.